# Cruz del Oñacino

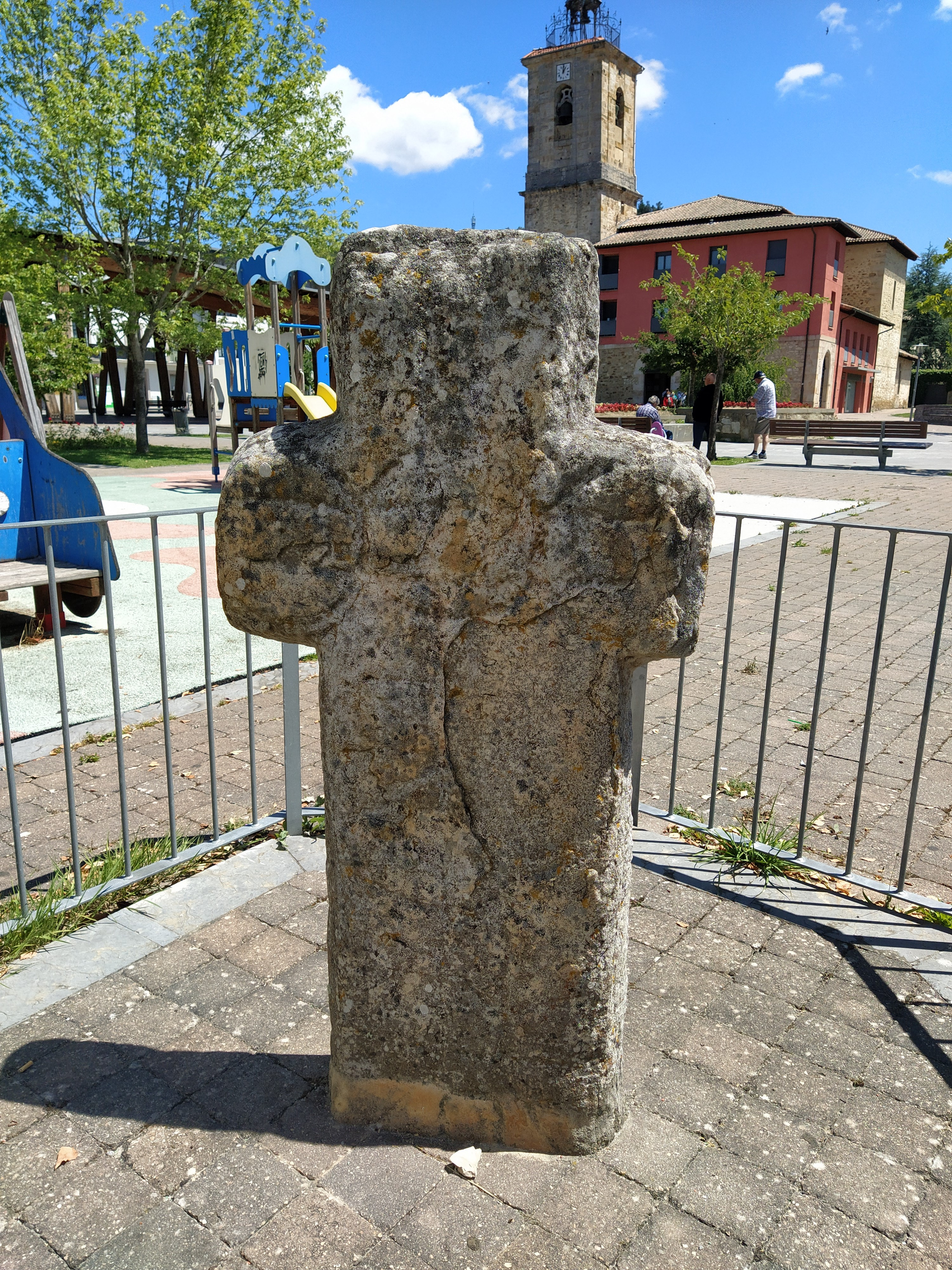
Cruz del Oñacino

La Cruz del Oñacino (en euskera, Oinaztarren Gurutzea) es una cruz de piedra levantada en el siglo XV, por el asesinato del líder oñacino alavés Fernando de Zárate, el Valeroso, a manos del gamboíno Chopino de Anuncibay, escudero de Urquizu, mandado por Pedro de Avendaño, en el marco de las Guerras de Bandos, en la localidad alavesa de Murguía (España).
Fue erigida originalmente en el lugar donde murió, en 1450, Fernando de Zárate defendiendo Murguía frente a los gamboínos que pretendían hacerse con el control de la torre de Marquina, y de esa manera, extenderse por el valle de Zuya. Actualmente se encuentra en la plaza frente al ayuntamiento de la localidad y la iglesia parroquial de San Miguel.
Frente a ella una placa tiene la siguiente inscripción:

"CRUZ DEL OÑACINO
En este lugar murió Fernando de Zárate, el Valeroso, jefe del bando oñacino, en defensa de las libertades del Valle de Zuya. Zuya Año 1450
OINAZTARREN GURUTZEA
Hementxe hil zen Fernando de Zarate jauna, Zuia Haraneko biztanleen eskubideak defendatzearren. Ausarta zen eta oinaztarren bandoko burua. 1450ko Zuia"